# Tram van Hannover

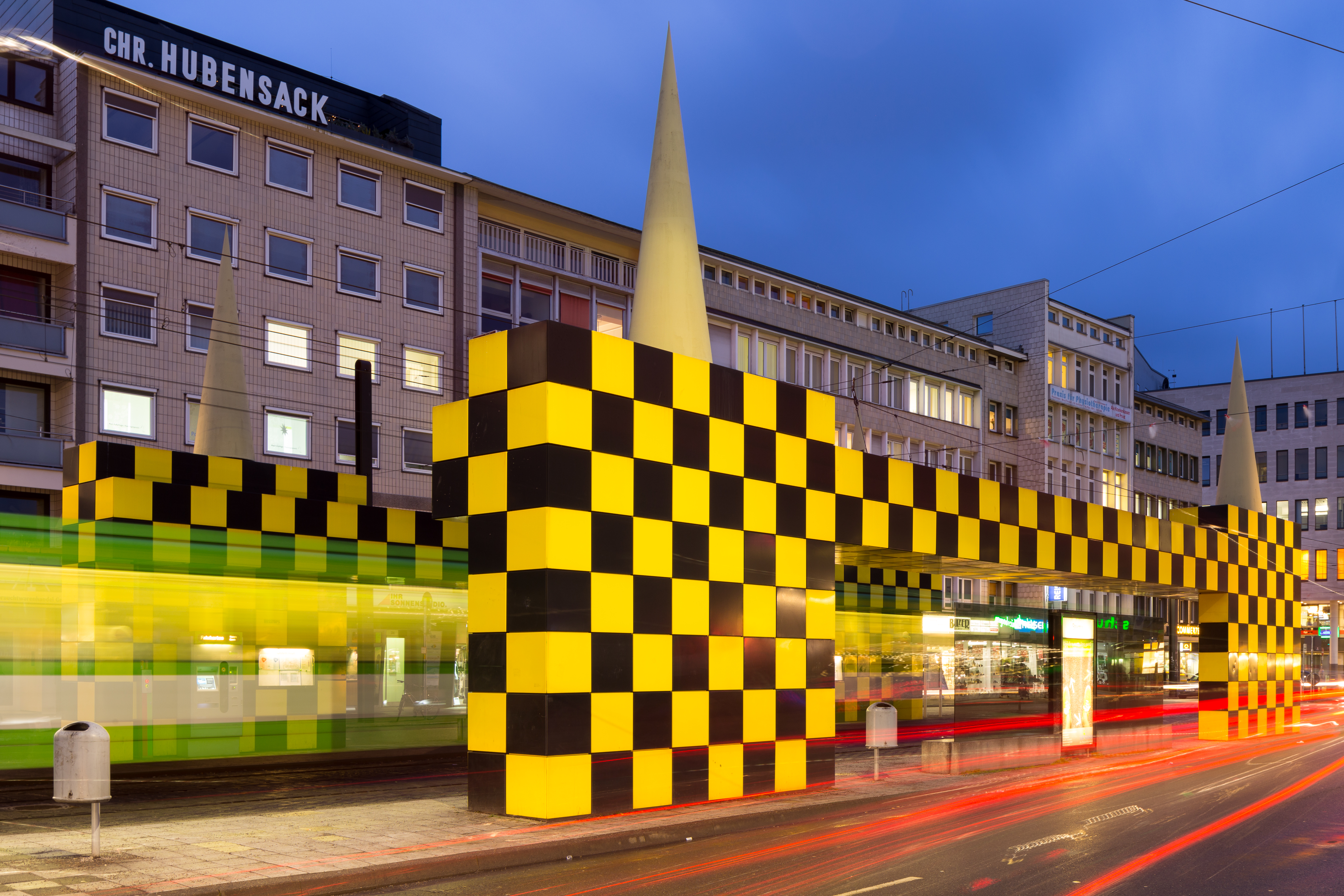
Voormalige Stadtbahn-halte Steintor.

De tram van Hannover verzorgde een groot deel van het openbaar vervoer in Hannover totdat de Stadtbahn het vanaf 1975 geleidelijk overnam. De eerste paardentram in Hannover reed op 16 september 1872 tussen Steintor en de Döhrener Turm.
Het trambedrijf werd vanaf de jaren zestig omgebouwd tot Stadtbahn waarbij in de binnenstad tunnels werden aangelegd en de Stadtbahn in de buitenwijken merendeels op vrije banen werd gebracht. De laatste klassieke tramlijn – waarbij een voertuig op in de weg gelegde rails dat tussen het overige verkeer functioneert – werd in september 1996 opgeheven. Toch liggen er een aanzienlijk aantal stadtbahntrajecten in de straat, enkel afgescheiden met soms een witte streep voor het overige verkeer, bereden door maximaal drie gekoppelde stadtbahnwagens met een lengte van 75 meter.
Er bestaan 12 Stadtbahnlijnen (lijn 1-11 en 17) waarbij alleen de lijnen 10 en 17 in het stadscentrum niet ondergronds rijden. Voorts bestaan er nog 2 speciale "Messelijnen" (16 en 18) en lijn 10 doorstreept. Op alle lijnen wordt overdag elke 10 minuten gereden in dubbel of driedubbeltractie behalve op lijn 17 die elk kwartier met losse Stadtbahnwagens rijdt. In de latere avonduren wordt elk kwartier gereden en rijdt lijn 17 niet evenals op zondagmorgen. Op de uitlopers van lijn 1 naar Sarstedt en lijn 2 naar Rethen wordt echter met de halve frequentie gereden. In het weekeinde zijn er ook nachtritten. De langste lijn is lijn 1 met een rijtijd van 63 minuten, de kortste lijn is lijn 11 met een rijtijd van ongeveer 15 minuten.

## Geschiedenis

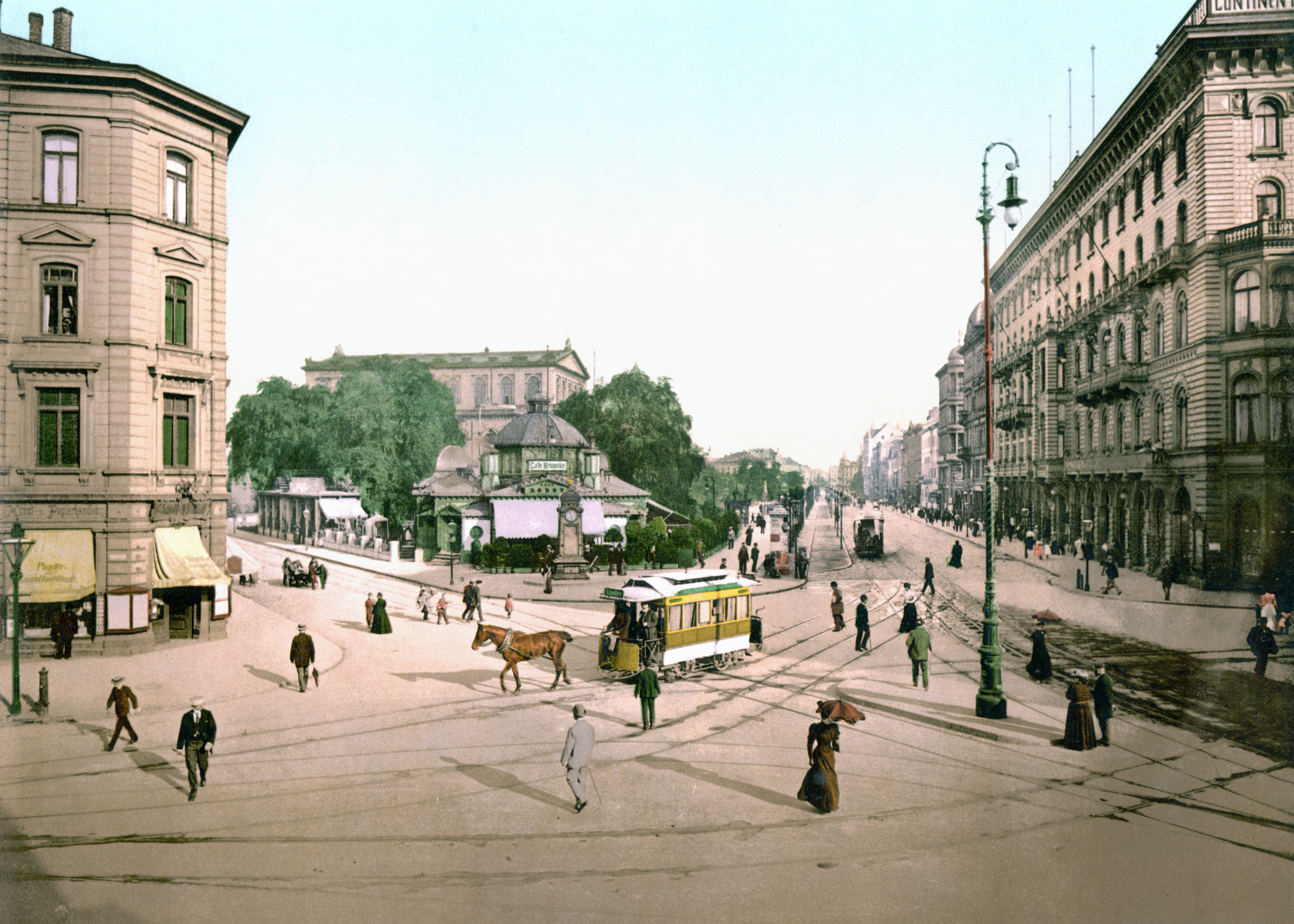
Kröpcke met paardentram rond 1890

Voordat de eerste paardentramlijn werd aangelegd bediende men zich in Hannover van paardenomnibussen. Op 31 oktober 1853 werd de eerste lijn tussen het Hauptbahnhof en Schwarzer Bär in de toenmalige zelfstandige gemeente Linden geopend. De laatste ‘paardenbus’ reed in 1918. De Continentale Pferdeeisenbahn-Actien-Gesellschaft sloot in oktober 1871 met de gemeente Hannover een verdrag voor de aanleg van één of meerdere paardentramlijnen. Dit leidde tot de opening van de eerste lijn. Het betrof een enkelsporige lijn die hier en daar passeersporen voor tegemoetkomende trams had. De spoorwijdte was normaalspoor: 1435 mm. Het gevaarlijkste punt van de lijn was de kruising met de hoofdspoorlijn Hannover – Altenbeken. In 1872 werd een zijlijn naar de Aegidentorplatz geopend. Bij de Steintor werd de lijn in 1873 verlengd naar de Königsworther Platz en per 1 april 1873 naar de ‘Grosse Garten’ in de toen zelfstandige gemeente Herrenhausen. In 1877 werd een lijn van de Steintor via de Goetheplatz naar Linden gebouwd met in de jaren daarna twee verlengingen, uiteindelijk tot het station Linden-Fischerhof. In 1879 pachtte The Tramways Company of Germany Ltd., een internationaal opererend bedrijf met vestigingen in Londen en Dresden, het tot 19 kilometer gegroeide net van de ‘Continentale’. De ‘Tramway’ bouwde het net uit met lijnen naar de Hannoverse dierentuin, naar Strangriede, Lister Turm en Vahrenwald. Een tweede bedrijf, de Hannoversche Vorort-Straßenbahn-Gesellschaft opende in 1890 de paardentramlijn Döhrener Turm – Döhren – Wülfel, een interlokale onderneming. De concessie voor de ‘Tramway’ verliep in 1892 en uit de onderhandeling kwam de oprichting van de Straßenbahn Hannover AG voort op 22 juni 1892. Het huidige bedrijf, de ÜSTRA, is de voortzetting hiervan. In 1892 bedroeg het netwerk 39 kilometer. De lijn van de ‘Vorortbahn’ werd ook in het nieuwe bedrijf opgenomen. Met de zelfstandige stad Linden werd eenzelfde contract opgesteld en hier groeide de paardentram nog met een lijn naar Limmerbrunnen.

## Elektrificatie

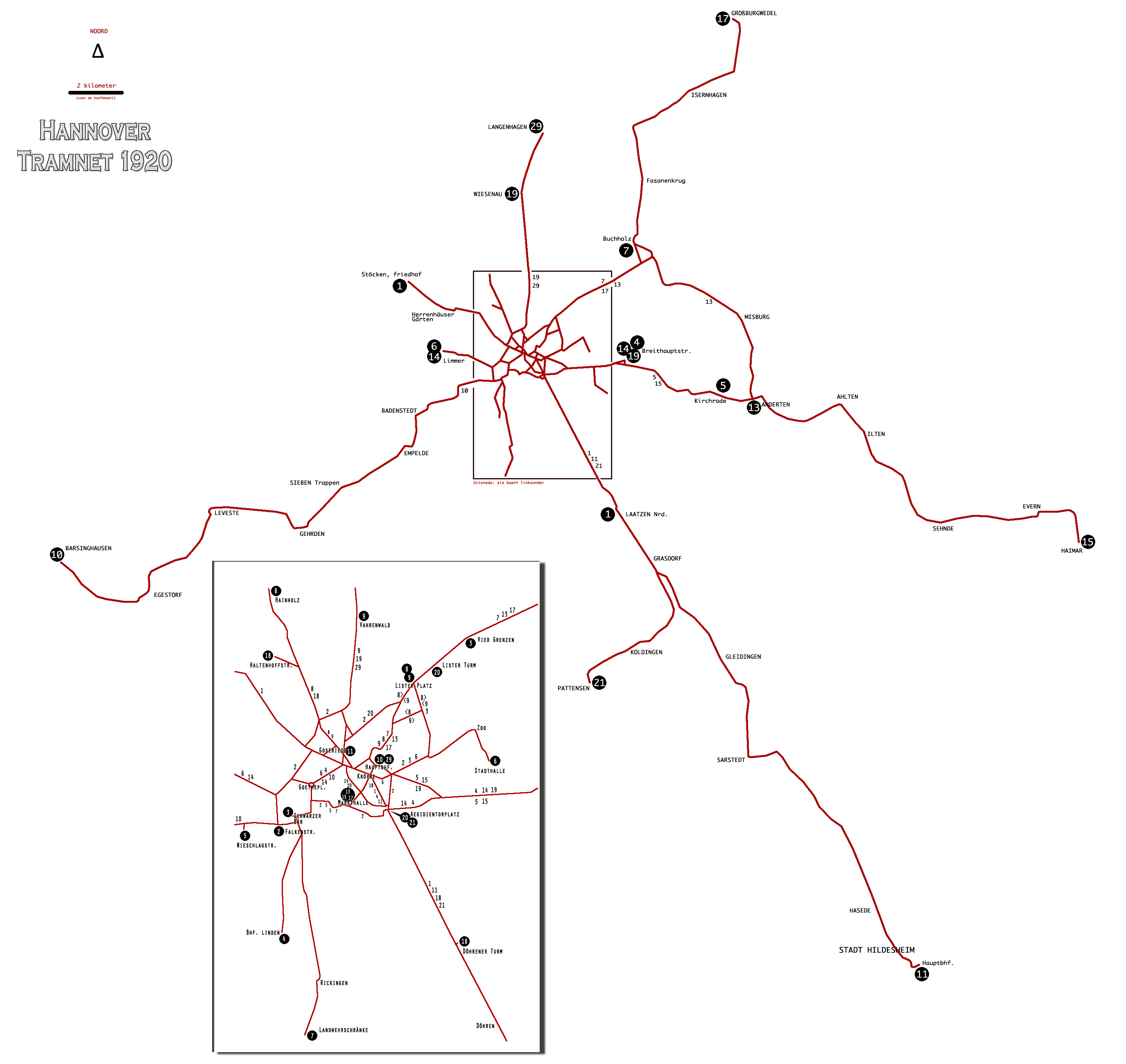
Tramnet in en rond Hannover in 1920; in dat jaar bereikte het tramnet zijn grootste omvang.

Vanaf 1893 werd het paardentramnet geëlektrificeerd. De eerste lijn die in bedrijf kwam was de lijn Herrenhausen – Königsworther Platz. De stroom werd met een beugelstroomafnemer afgenomen. De gemeente stond in de beginjaren geen bovenleiding in de binnenstad toe en daarom moesten de motorwagens kleine aanhangwagens met accu’s meevoeren die hen over het bovenleidingloze gedeelte hielp. In 1897 reed de laatste paardentram. In 1903 werd bovenleiding in de binnenstad toegestaan, ook omdat de akkumulatorentechniek zeer storingsgevoelig was. In 1906 werden lijnnummers ingevoerd die de toenmalige lijnkleuren vervingen. Er werd een tramnet met 21 lijnen gevormd. Het trambedrijf was tevens producent van elektrische stroom (en leverde aan zichzelf) maar ook aan de een toenemende hoeveelheid huishoudens die elektrische stroom gingen afnemen. Zes tramremises waren tevens elektriciteitscentrale. De stroomlevering werd feitelijk het profijtelijkste bedrijfsonderdeel en daarom werd in 1921 het bedrijf omgedoopt in Überlandwerke und Straßenbahnen Hannover AG (ÜSTRA). In 1923 werden de bedrijfsonderdelen tram en elektriciteitslevering in twee aparte bedrijven gesplitst zodat een HASTRA en een ÜSTRA ontstonden. In 1928 bedroeg de lengte van het tramnet 167 kilometer. Karakteristiek waren de lange voorstadslijnen die tot Hildesheim, Sehnde en Barsinghausen voerden.

## Tweede Wereldoorlog
Om stroom te besparen werden haltes opgeheven, de frequenties verlaagd en vervielen vanaf 1943 diensten na 8 uur ’s avonds. Personeelsprobleem – een mannentekort – leidde tot de inzet van vrouwen; eerst als conductrice, later ook als bestuurster. Omdat dit voor een redelijke dienstuitvoering ook onvoldoende bleek, werden personeelsloze bijwagens ingevoerd en Hannover was daarmee ongewild het eerste trambedrijf dat op zelfbediening over ging. Deze bijwagens waren alleen toegankelijk voor abonnementhouders. Om bedrijfsauto's uit te sparen werden zogenaamde groentetrams ingesteld die waren naar de markten vervoerden. Het speciaal daartoe aangelegde sporencomplex aan de Klagesmarkt werd tot 1996 door tramlijn 16 als eindpunt gebruikt. Door verwaarlozing en talloze bombardementen waren er na de oorlog van de 482 tramvoertuigen nog 200 (enigszins) inzetbaar. De eerste personentrams na de bevrijding van Hannover (10 april 1945) reden weer op 11 juni 1945.

## Ontwikkelingen na 1945

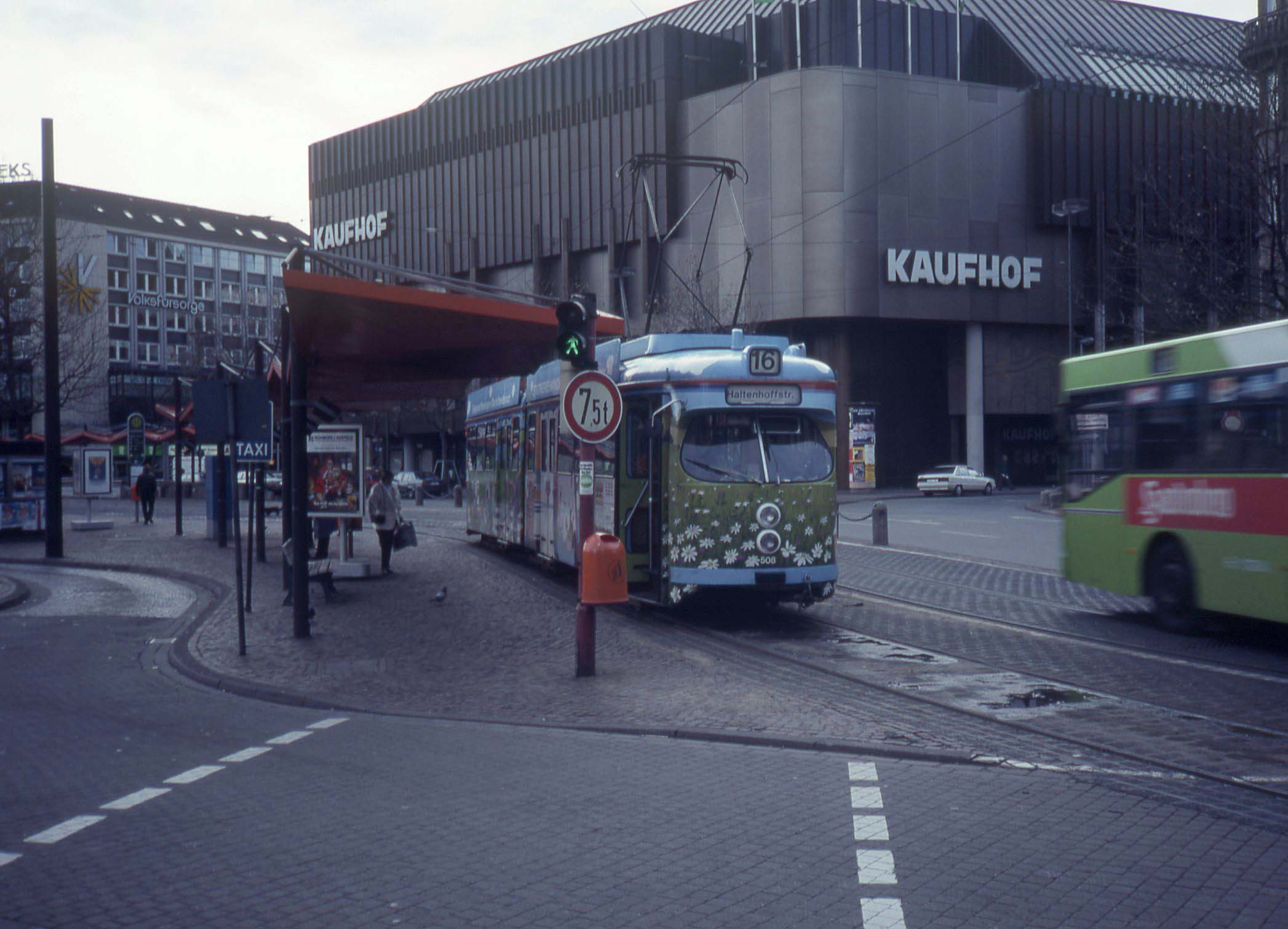
Lijn 16 op het plein (Ernst-August-Platz) voor het hoofdstation, 1990.

De provisorische periode van beperkte dienstuitvoering eindigde in 1948. In de binnenstad werden vele korte spoorsituaties opgeheven en dit betekende de opheffing van ringlijn 2. Vanaf 1947 organiseerde Hannover jaarlijks een van de belangrijkste ‘Exportmesse’ van Duitsland en dit zorgde voor een grote toeloop op de stad en het openbaar vervoer. In 1950 werd een 3 kilometer lange tramlijn naar de tentoonstellings- en beursgebouwen geopend. Vanaf 1964 werd de inzet van de conducteur als rationaliseringsmaatregel langzaam afgebouwd en schakelde men over op eenmanbediening. In alle trams werden ontwaardingsapparaten ingebouwd en in de nieuwe trams werd deurbediening door de passagiers mogelijk gemaakt. Trams zonder conducteur werden met een grote S uitgerust en kregen een wit op blauw lijnnummer met dito bestemmingsfilm.
In 1969 ontstond – wegens sterke prijsverhogingen van de ritprijzen – en passagiersboycot. Automobilisten namen tram- en buspassagiers gratis mee en toonden dit door met een rode sticker op hun voertuig te rijden. Deze ‘Rote-Punkt-Aktion’ leidde tot een crisis bij de ÜSTRA en tot het stilleggen van al het openbaar vervoer tussen 7 en 17 juni 1969. Als reactie op deze passagiersacties werd het ‘Großraum-Verkehr Hannover’ opgericht met eenheidstarieven die voor de hele regio geldig waren. Ook ontstond in deze jaren een door de Deutsche Bahn opgezet S-Bahn-bedrijf waarbij dezelfde tariefstructuur ging gelden.

#### Stadsnet

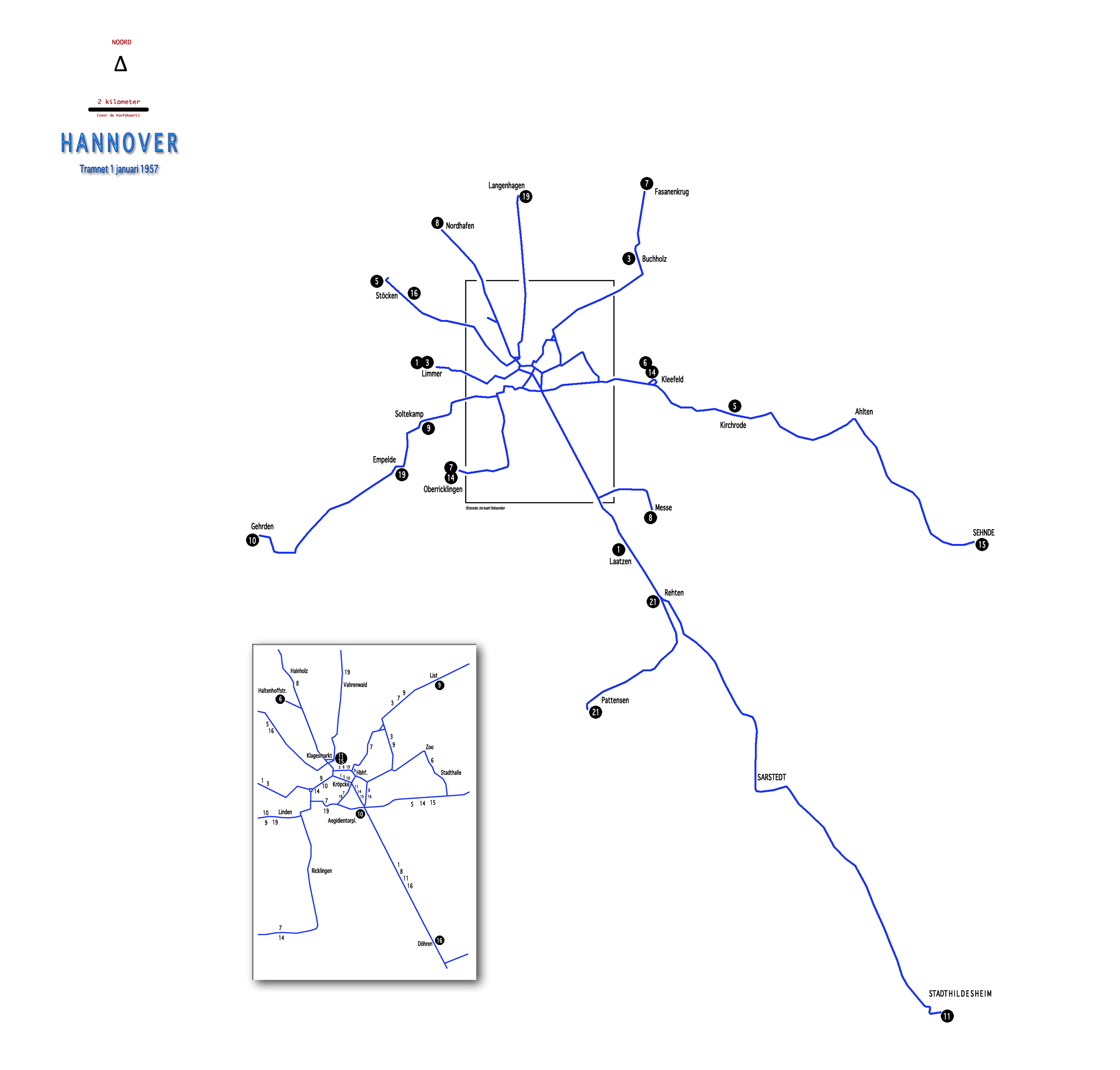
Tramnet in en rond Hannover in 1957 voordat met de bouw van Stadtbahn-tunnels werd begonnen.

Het stadsnet bereikte in 1901 al zijn definitieve grootte en er ontstond tevens een dicht interlokaal net van tramlijnen 10 tot 15 kilometer rond Hannover. De enige uitbreidingen tot de Tweede Wereldoorlog waren verlengingen naar Hainholz en in 1914 van de dierentuin naar de Stadthalle. Hannover had één ringlijn – lijn 2 – die een kronkelige route rond het centrum beschreef. Het eindpunt lag bij Schwarzer Bär en de belangrijkste binnenstadspunten werden aangedaan: Kröpcke – Hauptbahnhof en Aegidientorplatz. Door de vernietiging van veel infrastructuur tijdens de oorlogsbombardementen werd lijn 2 nadien niet meer in dienst genomen. Na 1950 wordt het beursterrein op het tramnet aangesloten en er volgen nog verlengingen naar Stöcken/VW-Werk, Vahrenheide en Oberricklingen. In 1973 werd Laatzen op het tramnet aangesloten. Alle netuitbreidingen na 1950 hadden een vrije baan en kregen eindpuntlussen. Een Hannoverse bijzonderheid was de instelling van versterkingslijnen die een deel van de hoofdlijn bedienden. De lijnen 1, 5, 7, 11 en 14 kregen lijnfilms met een horizontale rode streep door het nummer die deze diensten aanduidden. De passagiers noemden deze lijnen ‘halbe Linien’. In 1965 besloot de gemeenteraad van Hannover tot de aanleg van een U-Bahn in de binnenstad. Alle bestaande tramlijnen zouden moeten worden aangesloten op een drietal tunneltrajecten. Tevens zou de klassieke tram plaats moeten maken voor Stadtbahnlijnen. Tot 1993 werd onophoudelijk aan de bouw van de drie (A, B en C) tunnels gewerkt en vervielen bij voltooiing van de diverse tunnels de bovengrondse lijnen. In 1968 werd het eerste tramtraject ten behoeve van de U-Bahn-bouw gesloten: Waterlooplatz – Lister Platz. In 1979 reden de laatste bovengrondse trams op het eens zo drukke overstappunt Kröpcke.
In 1996 werd de laatste met klassieke trams geëxploiteerde tramlijn 16 (Klagesmarkt – Hauptbahnhof – Zoo – Nackenberg) opgeheven. Sindsdien zijn de Stadtbahn-lijnen 10 en 17 de enige lijnen die nog bovengronds op het traject Goetheplatz – Steintor – Hauptbahnhof – Aegidientorplatz rond de binnenstad rijden. Oorspronkelijk zou voor deze lijnen ook een tunnel worden gebouw, de zogenaamde D-strecke, maar deze is door de hoge kosten nooit gerealiseerd. Inmiddels zijn de meeste haltes ook voorzien van hoge perrons en zijn de lijnen verlegd naar een eindpunt achter het Hauptbahnhof waarbij het traject voor het station en naar de Aegidientorplatz is komen te vervallen.

#### Vorortbahnen

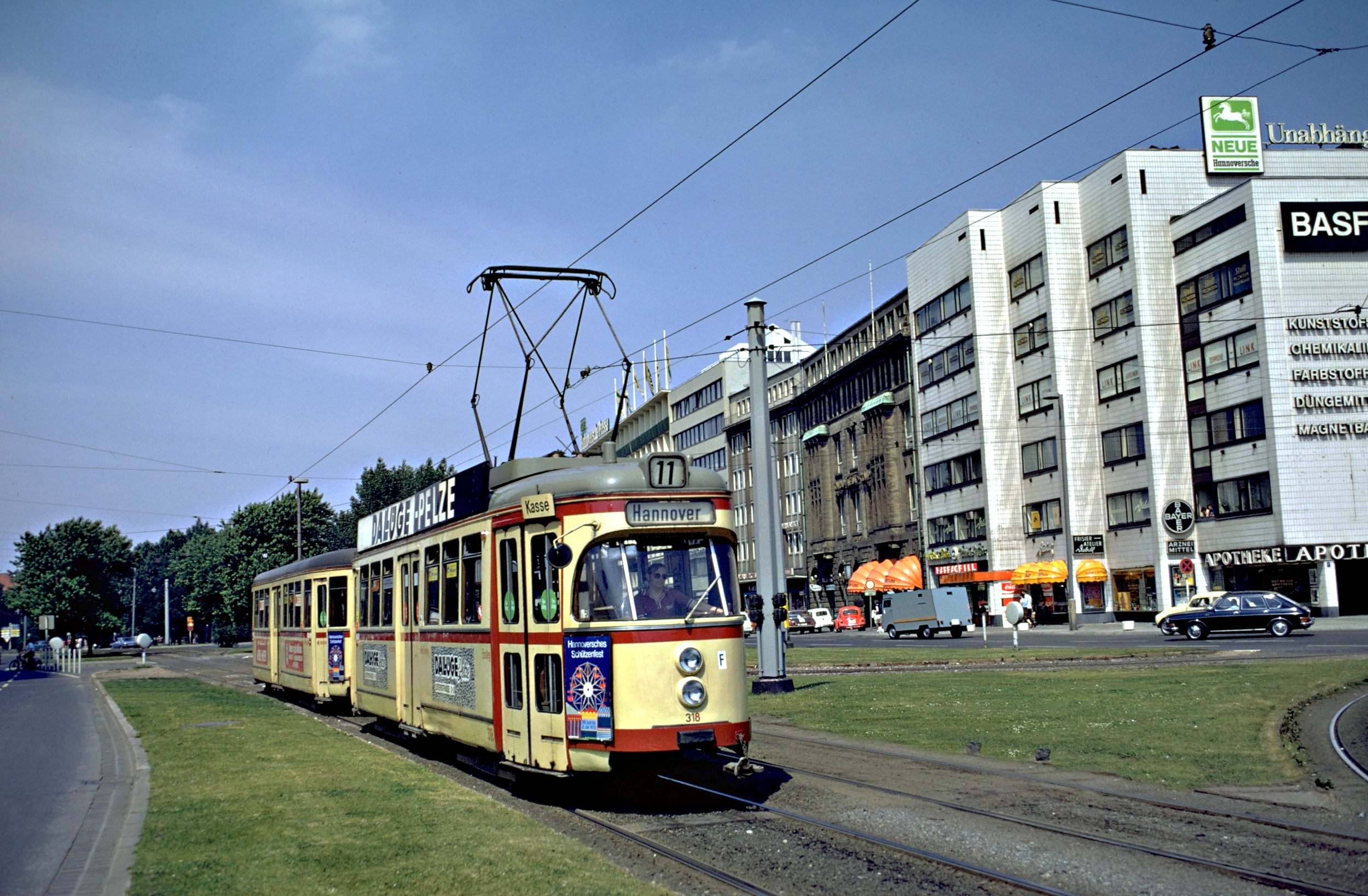
Motorwagen 318 en bijpassende bijwagen op lijn 11, Steintor, 1973.

Naast een groot stadsnet exploiteerde de ÜSTRA een zeer groot interlokaal tramnet dat vele kleine dorpen, dorpskernen en stadjes met Hannover verbond. Het vervoer van goederen op deze lijnen was echter van groter belang dan het passagiersvervoer. De ÜSTRA was de grootste vervoerder van goederen per tram van Duitsland. (Ook in de binnenstad was goederenvervoer – bier, melk en groenten naar de diverse markten – van belang.) De Hannoverse tram vervoerde ook post. Het hoogtepunt van het goederenvervoer was het jaar 1913 met 390.000 ton. De meeste interlokale lijnen waren enkelsporig, op de lijn naar Hildesheim na; deze was dubbelsporig. De interlokale lijnen waren:
- Lijn 10 naar Gehrden en Barsinghausen. Deze lijn werd op 1 oktober 1899 geopend. Belangrijk goederenverkeer waren suikerbieten en kolen naar de suikerfabriek in Gehrden. De passagiersdienst Gehrden – Barsinghausen werd op 27 juli 1952 opgeheven en in 1961 het baanvak Empelde – Gehrden. Naar Empelde rijdt nu (over een andere route) Stadtbahnlijn 9.
- Lijn 11 naar Hildesheim was de langste interlokale lijn van het bedrijf. Ze liep via Laatzen, Sarstedt en Hasede naar het hoofdstation van Hildesheim waar aansluiting was op het lokale trambedrijf van die stad. Vanaf 1904 werden op de lijn al vierassige trams ingezet. In afwijking tot de gewone kleurstelling van Hannover (crème) waren de trams op deze lijn rood. De bijnaam van deze tramlijn was dan ook ‘Die rote 11’. In de jaren 1950 stelde de ÜSTRA grote nieuwe trams, zogenaamde Großraumzüge, op deze lijn in dienst, die uit twee vierassige motorwagens en een vierassige tussenbijwagen met buffet bestonden. In 1958 werd de lijn tot Sarstedt ingekort en het traject naar Hildesheim werd vervangen door een aansluitende buslijn (lijn 21). Deze lijn is als enige interlokale lijn (nu Stadtbahnlijn 1) nog in bedrijf. Door het geringe vervoer wordt er voortdurend over opheffing gesproken maar er is ook onenigheid over de financiële bijdrage die de gemeente Sarstedt aan de lijn zou moeten bijdragen.
- Lijn 13 liep van het Hannoverse stadscentrum over Misburg met Anderten dat toen nog niet tot de gemeente Hannover behoorde. Deze lijn is op 12 mei 1901 geopend. Het grote goederenverkeer op deze lijn bestond vooral uit cementvervoer. Vanaf 1917 was er ook een aftakking in Misburg naar de havenoverslag aan het Mittellandkanal. Ook bestond er veel vervoer van meel tussen Sarstedt en Misburg Hafen. De hele lijn is op 1 november 1955 opgeheven. Tegenwoordig rijdt Stadbahnlijn 7 naar Misburg.
- Lijn 15 verliep over Anderten en Sehnde naar Haimar. Het was Hannovers eerste interlokale tramlijn (1897). Het goederenverkeer was vooral belangrijk voor het transport van cement en melk naar de Centralmolkerei in Hannover. In 1960 is de lijn opgeheven.Tegenwoordig rijdt Stadbahnlijn 5 naar Anderten. Bij Sehnde bevindt zich nu het Hannovers Trammuseum.
- Lijn 17 naar Großburgwedel werd in 1901 geopend. Het goederenverkeer bestond ook hier veelal uit cement en melk. Ook suikerbieten werden (seizoensgebonden) vervoerd. In 1956 werd de lijn tot Fasanenkrug ingekort. Op dat punt eindigt nu de huidige Stadtbahnlijn 9.
- Lijn 21 naar Pattensen werd op 22 februari 1899 geopend. Deze interlokale tramlijn liep eerst niet tot de binnenstad van Hannover maar had een eindpunt in Rethen, waar men op lijn 11 moest overstappen om verder te kunnen reizen. Rond 1920 werd de lijn naar Aegidientorplatz verlengd. Op deze lijn was het vervoer van kolen profijtelijk, niet het passagiersvervoer. Op 16 augustus 1959 is deze lijn opgeheven.
- Lijnen 19/29 naar Langenhagen via Vahrenwald werd op 4 november 1900 daarheen verlengd. Het passagiersvervoer was matig en in 1937 werd de lijn alweer tot de stadsgrens teruggetrokken. Naar Vahrenwald rijden nu Stadtbahnlijn 1 en 2.

## Materieel

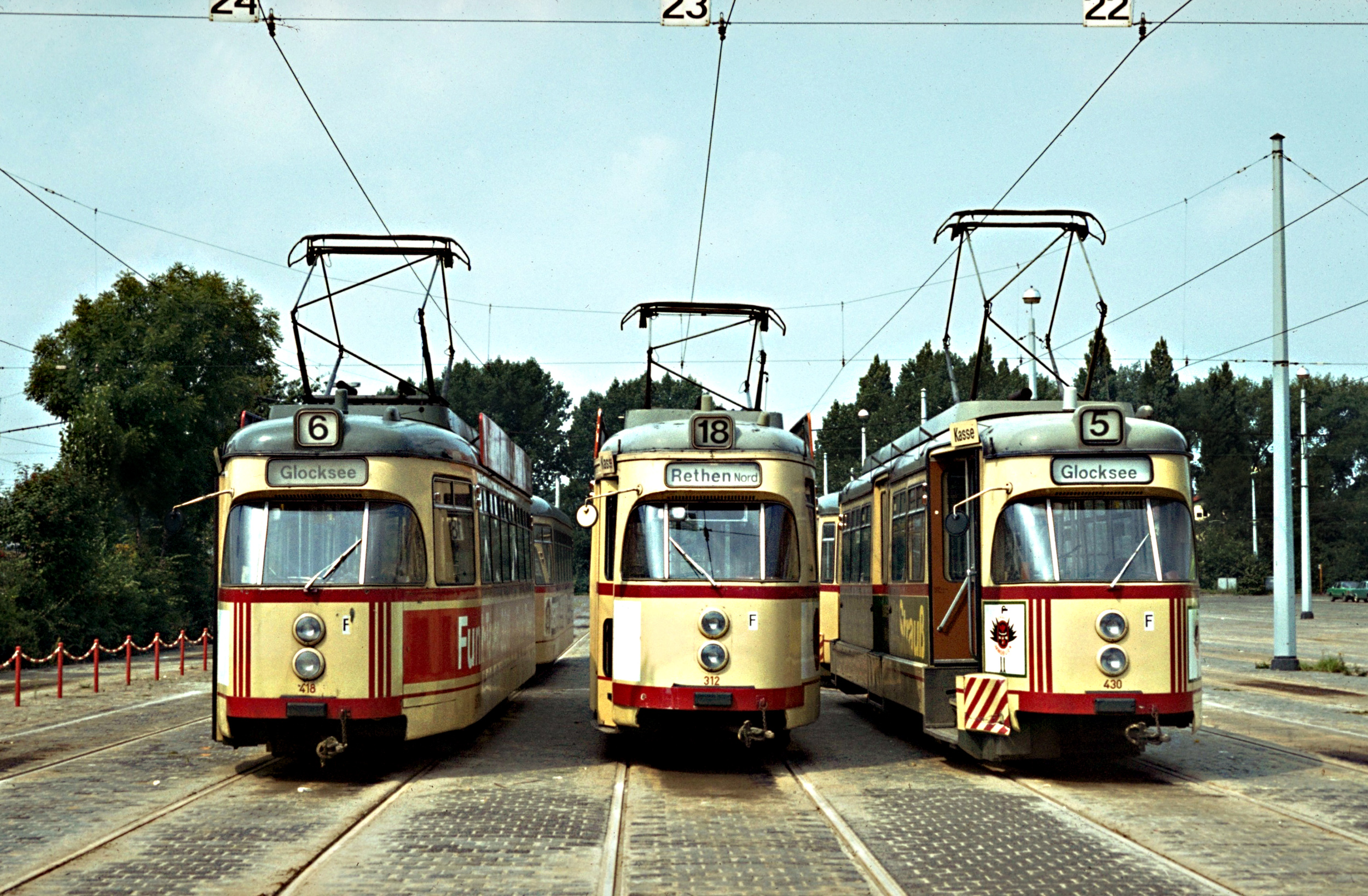
Drie verschillende Düwag motorwagens: nr. 418 ’Breitraumwagen’ onverbouwd; nr. 312, van 2,2 meter breed en nr. 430, met ’bloembakken’ voor tunnels verbouwd.

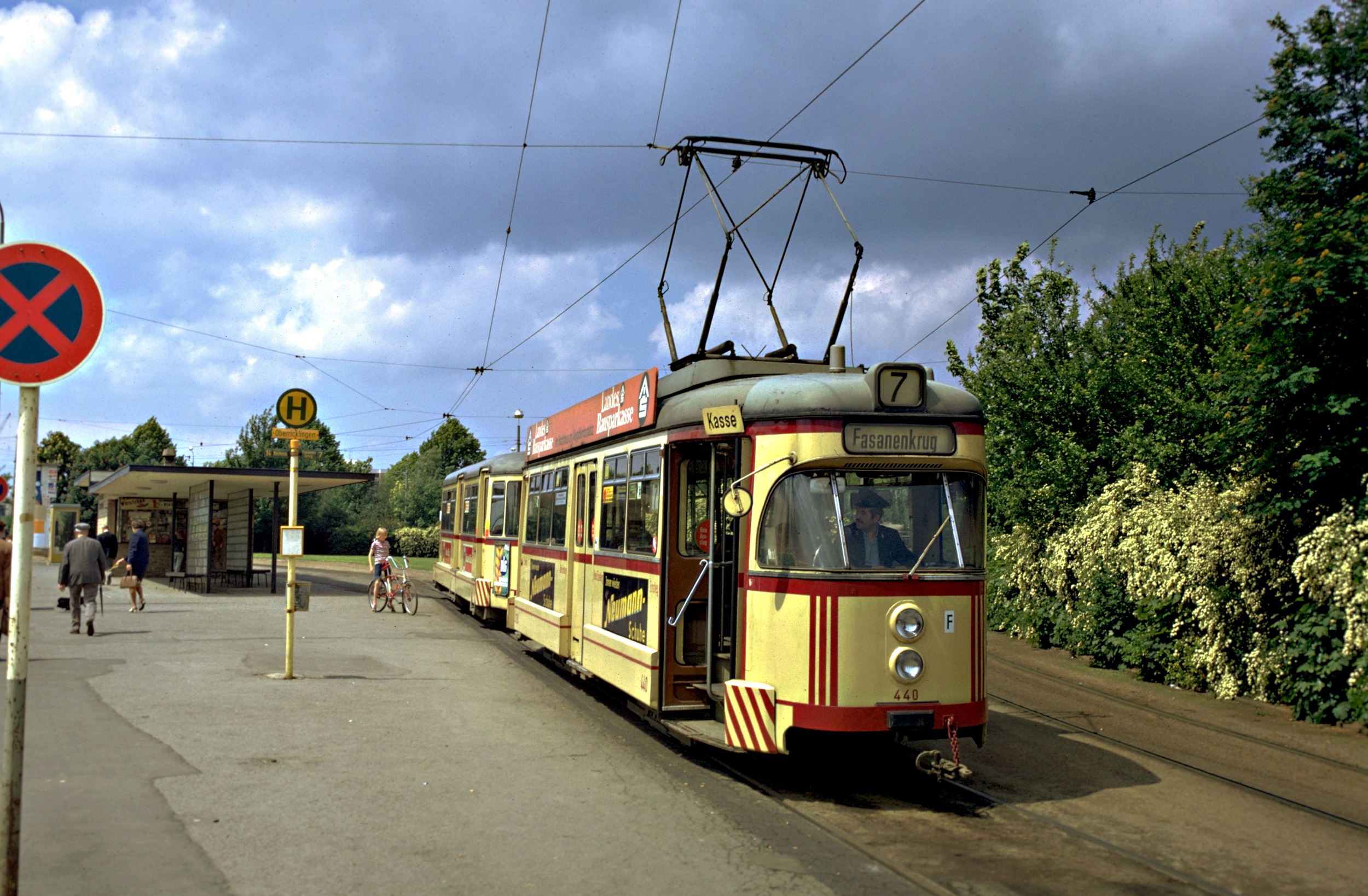
Breitraumwagen 440 met bijpassende bijwagen en ’bloembakken’, eindpunt Oberricklingen, 1973.

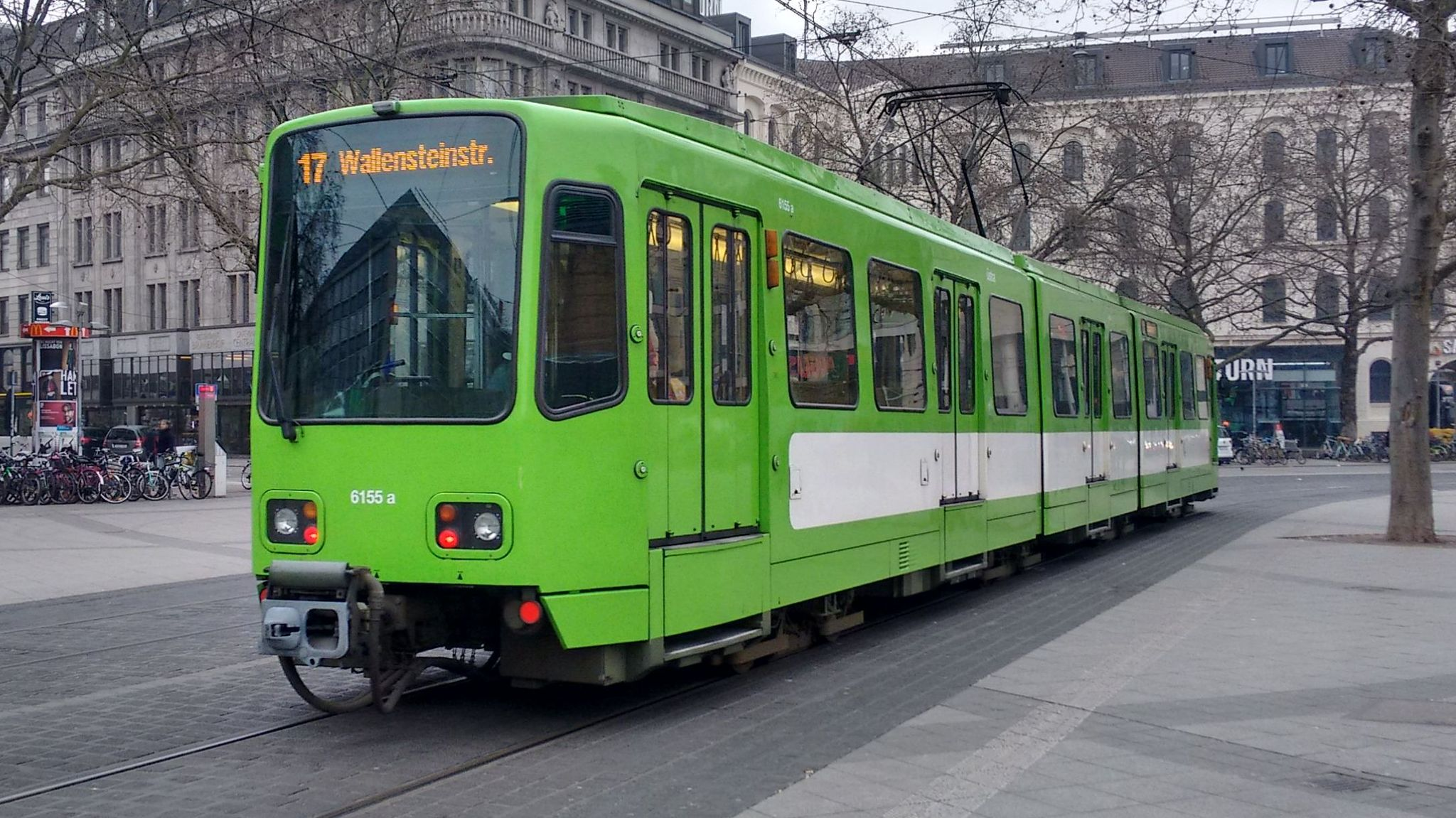
Een Stadtbahn-tram van het type TW6000.

Het paardentrambedrijf kende uitsluitend tweeassige trams met open balkon. Er werden ook enkele wagens ingezet met bovenop een open zitafdeling die met een achtertrap bereikt kon worden. De elektrische tram beschikte aanvankelijk alleen over houten tweeassige motor- en bijwagens. Alleen op de lijn naar Hildesheim werden vanaf 1904 al vierassige motor- en bijwagens ingezet. Deze kregen de bijnaam ‘Hildesheimer Wagen’, waren rood geschilderd en hadden de nummers 701-710 resp. 501-519. De eerste trams in staalbouw dateren uit 1928: 50 motor en 40 bijwagens die door de Hannoversche Waggonfabrik (Hawa) gebouwd waren. De laatste nieuwe tweeassige trams waren zogenaamde Kriegsstraßenbahnwagen (KSW; 39 stuks, nummers 232-235 en 1057-1091).

### Großraumwagens
De eerste Großraumwagens van de firma Düwag (TW 300) deden hun intrede in 1951. Het ging hier om 37 motor- en 34 bijwagens 301-337 en 1302-1335 van 2,2 meter breed. Het waren Hannovers eerste eenrichtingtrams. Deze serie werd opgevolgd door Breitraumwagen (TW 400) van dezelfde fabriek. Het betrof 2,35 meter brede trams in een serie van 60 motorwagens 401-460. Eerst werden deze trams in gemotoriseerde dubbeltractie in dienst genomen maar vanaf 1957 stroomden 56 gemotoriseerde bijwagens in 2001-2056 zodat dit kon vervallen. In het begin van de jaren zeventig werden 10 motor- en 25 bijwagens van deze serie voorzien van klaptreden en een over de hele breedte van de rechterkant aangebrachte carrosserieverdikking die moest voorkomen dat passagiers in de tunnelstations tussen de tram en het perron stapten. Deze uitbouwen kregen de bijnaam ‘Blumenbretten’ (bloembakken). Uiteindelijk heeft geen van deze wagens ooit in het tunnelbedrijf dienstgedaan (maar wel testritten en bijzondere ritten) omdat de Stadtbahnwagens van de serie 6000 op tijd werden afgeleverd.

### Gelede wagens
In tegenstelling tot vele andere Duitse steden was Hannover geen grootverbruiker van de gelede Düwag-tram. Slechts 22 zesassige trams (TW 500; serie 501-522) kwamen in 1961 in dienst die met vierassige bijwagens reden (serie 2061-2080 later 1501-1520). Zij werden rond 1996 gesloopt.
Tussen 1974 en 1993 werden 260 stadtbahnwagens TW6000 geleverd met de nummers 6001-6260. Hiervan is een groot aantal aan Boedapest overgedragen. In Hannover doen alleen nog wagens uit de serie 6100 en 6200 dienst.
Vanaf 1997 werden de driedelige TW2000 geleverd met de nummers 2001-2048 en 2501-2596, deze laatste hebben slechts één stuurstand en worden altijd gekoppeld rug aan rug ingezet eventueel versterkt met een stel 2001-2048.
Vanaf 2015 werden de tweedelige TW3000 geleverd met de nummers 3001-3153. Deze wagens hebben geen klaptreden en kunnen alleen rijden op lijnen met uitsluitend hoge perrons (thans lijn 7).